# Lotus 73
Der Lotus 73 war ein Formel-3-Rennwagen, gebaut vom britischen Motorsportteam Lotus.
Der Lotus 73 war 1972 der letzte von Lotus gebaute Formel-3-Wagen. Zwei Fahrzeuge wurden in den Farben des Team-Sponsors, der britischen Zigarettenmarke John Player, lackiert. Die Fahrzeuge wirkten daher wie die kleinen Ableger des Lotus 72. Allerdings verfügten die Formel-3-Fahrzeuge im Gegensatz zu den Formel-1-Wagen nicht über Heckflügel.
Der Wagen hatte ein zentrales Monocoque mit Hilfsrahmen für die Vorderradaufhängung, den Nova-Motor mit der Kraftübertragung sowie für die hintere Aufhängung. Die Kühler lagen seitlich und die Bremsen innen. 
Der Wagen kam vor allem in der britischen Formel-3-Meisterschaft zum Einsatz. Fahrer war Tony Trimmer. Inzwischen wurde diese Rennserie aber von den March-Fabrikaten dominiert und der Lotus 73 blieb weit hinter seinen Erwartungen zurück. 
Als sich Lotus Ende 1973 von der Formel 3 abwandte, wurde ein Wagen an Dr. Ehrlich verkauft. Dieser setzte das Fahrzeug 1975 als Ehrlich-Lotus in Großbritannien ein.